# Еволюційна хімія
Еволюційна хімія — четверта концептуальна система хімії, пов'язана з включенням до  хімічної науки принципу  історизму і поняття  часу, з побудовою теорії хімічної  еволюції  матерії. Еволюційна хімія вивчає процеси  самоорганізації речовини: від атомів і найпростіших молекул до живих організмів.
Одним з перших відкриттів, які відносять до еволюційної хімії, є ефект самовдосконалення каталізаторів у реакціях, досліджений в роботах американських хіміків А. Гуотмі і Р. Каннінгема в 1958—1960 рр. У 1964—1969 рр. Радянський хімік О. П. Руденко, з огляду на це відкриття, створив теорію саморозвитку відкритих каталітичних систем. У роботах німецького хіміка М. Ейгена була розвинена теорія гіперциклу, яка пояснює об'єднання самовідтворюваних макромолекул у замкнуті автокаталітичні хімічні цикли. Теорія гіперциклу є абіогенетичною теорією хімічної еволюції і походження життя.
У 1987 році Нобелівський лауреат Жан-Марі Лен, засновник супрамолекулярної хімії, ввів поняття супрамолекулярної самоорганізації і самозбірки для опису явищ впорядкування в системах високомолекулярних сполук. Супрамолекулярною самозбіркою є процес спонтанної асоціації двох і більше компонентів, який приводить до утворення супермолекул або полімолекулярних ансамблів, що відбувається за рахунок нековалентних взаємодій. Цей процес був описаний при вивченні спонтанного утворення неорганічних комплексів (подвійних гелікатів), що протікає як процес самозбірки.
Найбільш відомим проявом самозборки в живій природі є самозборка молекул нуклеїнових кислот, матричний синтез білків.

## Ресурси Інтернету
- Кузнецов В. И. Общая химия: тенденции развития. [Архівовано 4 березня 2016 у Wayback Machine.] М.: Высшая школа, 1989.
- Жданов Ю. А. Материалистическая диалектика и проблема химической эволюции. // Вопросы философии. — 1980. — № 2. — С.59-80; Марксизм и современность. 2001. N. 1-2. С.50-61.
- Зоркий П. М., Лубнина И. Е., Супрамолекулярная химия: возникновение, развитие, перспективы. [Архівовано 28 березня 2018 у Wayback Machine.] // Вестник Моск. Ун-та. Серия. 2. Химия, 1999, Том.40. N.5. — С. 300—307.
- Пожарский А. Ф. Супрамолекулярная химия. Часть 2. Самоорганизующиеся молекулы.[недоступне посилання з квітня 2019] // Соросовский образовательный журнал. 1997. Том.9. с.40-47.